# Anna Maria Dalí
Anna Maria Dalí y Domènech (Figueras, Gerona, España, 6 de enero de 1908 - Cadaqués, Gerona, España, 16 de mayo de 1989) fue una escritora catalana, especialmente reconocida por ser la hermana de Salvador Dalí.

## Biografía
Fue el tercer hijo del matrimonio formado por Felipa Domènech y Salvador Dalí (padre), un notario de Figueras, y  hermana de Salvador Dalí. De pequeña y de joven tenía muy buenas relaciones con su hermano, cuatro años mayor que ella y sus amigos, como Federico García Lorca que pasó temporadas en Cadaqués en su casa -por primera vez en 1925, cuando ella tenía 17 años- y con el cual mantenían una correspondencia de gran amistad. También, durante su preadolescencia, tuvo una relación muy cercana con el coleccionista de arte Frederic Gras i Paris [Federico Gras], ambos nacieron un 6 de enero, siendo Frederic un año mayor a Anna María. Fue modelo en varias pinturas de Salvador Dalí en su época joven. De hecho, Anna Maria Dalí marcó una época en la obra pictórica de Dalí.

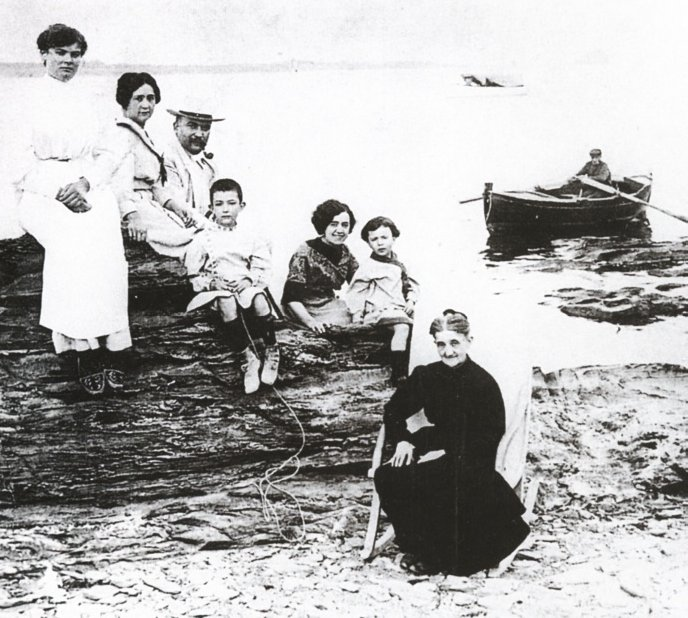
Familia Dalí (1910)

Durante la Guerra Civil la suya y otras familias acomodadas de Figueras sufrieron la represión de la retaguardia republicana. Anna Maria fue detenida el 4 de diciembre de 1938 acusada falsamente de espionaje. Estuvo diecisiete días encarcelada en varias prisiones donde sufrió múltiples torturas y violaciones. Todo ello ocurría poco antes de que las tropas franquistas llegaran a la frontera francesa. Sufrió una fuerte crisis nerviosa que le salvó la vida puesto que, a raíz de esta crisis, salió en libertad. Finalizada la guerra ingresó en la Hermandad de Excautivos, organización de ámbito nacional que exaltaba los valores de quienes habían sido encarcelados durante la guerra en territorio republicano.
A raíz de este periodo de encarcelamiento, Anna Maria se sumió en una depresión que superó gracias al apoyo de su amigo Manuel Brunet, periodista y escritor ampurdanés quien la animó a escribir. De su amistad surgieron años más tarde dos publicaciones: Tot l'any a Cadaqués y Salvador Dalí visto por su hermana Anna Maria Dalí respuesta a la autobiografía de su hermano La vida secreta de Salvador Dalí que Anna Maria escribió para refutar y contrarrestar muchos de los hechos expuestos en la autobiografía que Dalí escribió en 1942.
Fue íntima amiga también de Quima Jaume, a quién animó a escribir en sus inicios. Más tarde la poetisa y ensayista catalana le dedicó un artículo-estudio, en el Diario El Punt en 1990, que le valió el premio periodístico "Premio de Cadaqués a Carles Rahola".
También fue íntima amiga de la escritora Antonina Rodrigo,  gran biógrafa de Salvador Dalí y Federico García Lorca que también dedicó un libro en parte a ella y su niñez junto a Salvador.

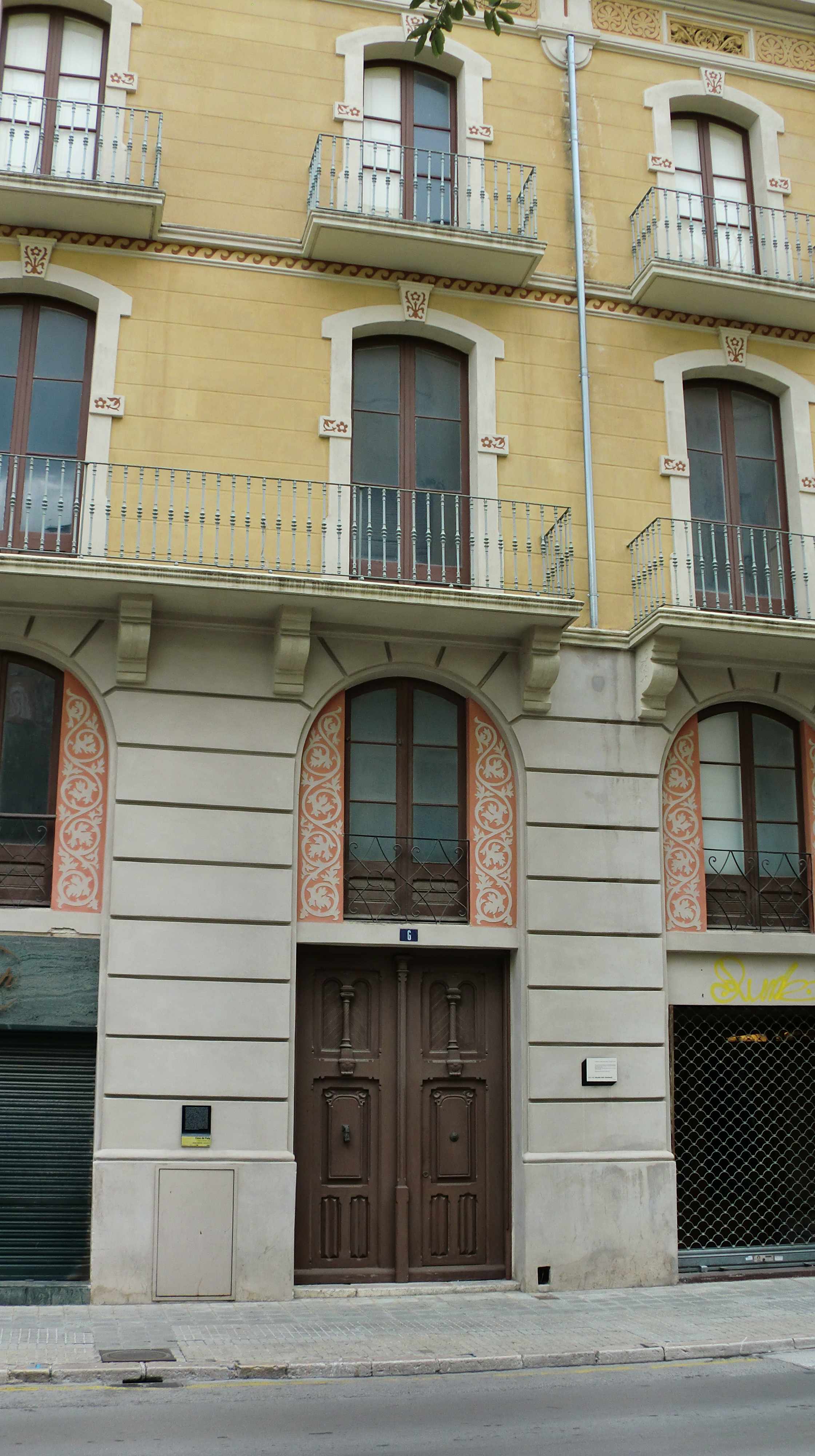
Casa natal de Anna Maria y Salvador Dalí en la calle Monturiol de Figueras (Gerona)

Quima Jaume explica en el artículo biográfico  "Anna Maria Dalí y Cadaqués" que Anna Maria no se consideraba escritora, sin embargo a pesar de ello escribió cuatro libros sobre Cadaqués y su hermano." En el primero de los libros narró las vivencias de juventud con su hermano y fue escrito originalmente en catalán pero publicado en castellano. Más tarde haría una versión ampliada y renovada que se publicaría en catalán. Su segundo y tercer libro fueron sobre vivencias, costumbres, tradiciones y anécdotas de Cadaqués enhebrando con la novelización de la vida de los lugareños, con personajes del pueblo inventados, a menudo humildes (pescadores, pescaderas, etc.),  en tono poético, lírico y contemplativo. Su tercer libro refleja la influencia de Rabindranath Tagore, un autor al que ella admiraba especialmente. Su cuarto libro también versa sobre Cadaqués, en este caso en un tono más nostálgico por el Cadaqués perdido de la juventud.
Anna Maria vivió en Es Llané la casa familiar de Cadaqués, los últimos años acompañada de su ama de llaves Emília Pomés, a la que legó su casa. En 1987, legó algunos de sus archivos con manuscritos y correspondencia, fotos y recuerdos de Federico García Lorca al Centro de Estudios Lorquianos de la Diputación de Granada.
Además de escribir y servir de modelo a su hermano, Anna Maria también pintó algunas obras. En la web Arcadia pueden verse algunos dibujos en color de flores, en un estilo naïf que recuerda a la pintora Maria Girona. También participó, aunque se cree que mínimamente, en el esbozo de decorado para la obra teatral Mariana Pineda de García Lorca, realizado por Salvador Dalí y García Lorca.
Dos años antes de fallecer cayó enferma. Murió en Cadaqués el 16 de mayo de 1989.

## Obras
- Dalí visto por su hermana, Barcelona: Editorial Joventut, 1949
- Tot l'any a Cadaqués prólogo de Manuel Brunet. Barcelona: Editorial Joventut, 1951
- Des de Cadaqués. Granollers - Barcelona: Editorial Montblanc-Martin, 1982
- Miratges de Cadaqués con fotografías de la autora. Barcelona: Edicions de Nou Art Thor, 1985
- Noves imatges de Salvador Dalí, versión original de "Dalí visto por su hermana", versión ampliada. Barcelona: Columna Edicions, 1989
- Prólogo a la recopilación de poesía de Montserrat Vayreda: Els pobles de l'Empordà, con pinturas de Lluís Roura, prólogo de Anna Maria Dalí y epílogo de Maria Àngels Anglada, Figueras: Carles Vallès Editor, 1984.